# Miradouro da Ponta do Sossego

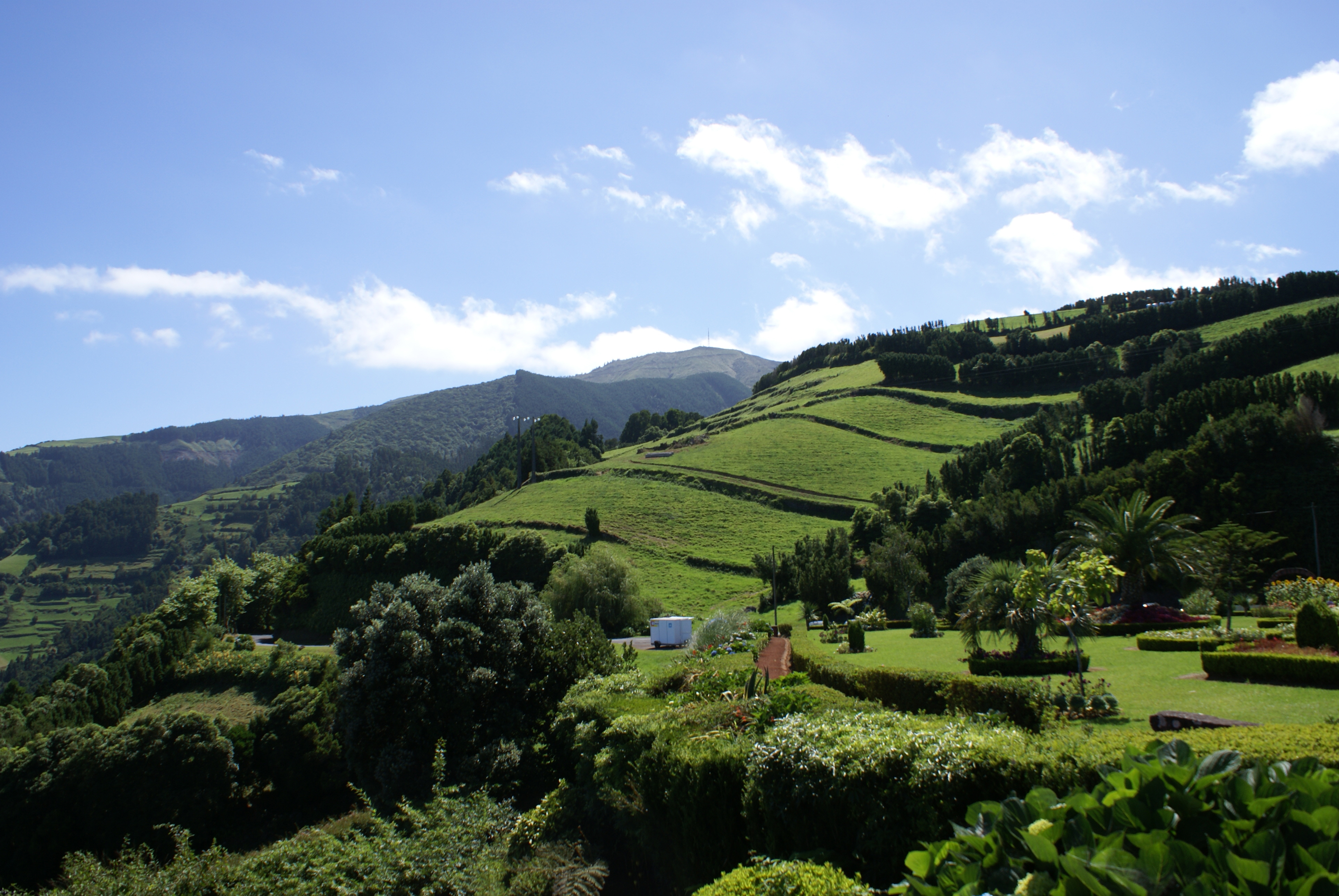
Miradouro da Ponta de Sossego.

O Miradouro da Ponta do Sossego é um miradouro português localizado no concelho do Nordeste, na ilha açoriana de São Miguel.
Este miradouro foi sujeito a obras de restauro e manutenção cuja inauguração aconteceu no dia 18 de Julho de 1995. Oferece uma vista ampla sobre a costa norte da ilha bem como sobre parte das montanhas do Nordeste.
Daqui avista-se a Fajã do Araújo, a Ponta da Madrugada e a Ponta da Marquesa.
Este miradouro é em parte ajardinado não só com plantas de flor mas também com flora endémica típica da Macaronésia. Sendo possível merendar à sombra de telheiros de colmo.